# Rožaje
 Ul. Maršala Tita 
 84310 Rožaje, Montenegro
```
|-
```

|-
```
| 
Webpräsenz
:
```

 | 
```
|-
```

! Sonstiges
```
|-
```

| Stadtfest:
```
| 30. September, Tag der Freiheit
|-
```

|}
Rožaje (kyrillisch Рожаје, albanisch Rozhajë/Rozhaja, türkisch Rojay/Tırgovişte) ist eine Kleinstadt mit 9100 Einwohnern im östlichsten Bereich von Montenegro. Sie befindet sich in der Nähe der Grenze zwischen Montenegro, Serbien und dem Kosovo auf etwa 1015 m Höhe. Der Ort ist auch das Zentrum der Opština Rožaje mit 22.700 Einwohnern. Der Fluss Ibar, der hier entspringt, und die 2403 m hohe Hajla sind bekannte Naturschönheiten der Region.

## Lage

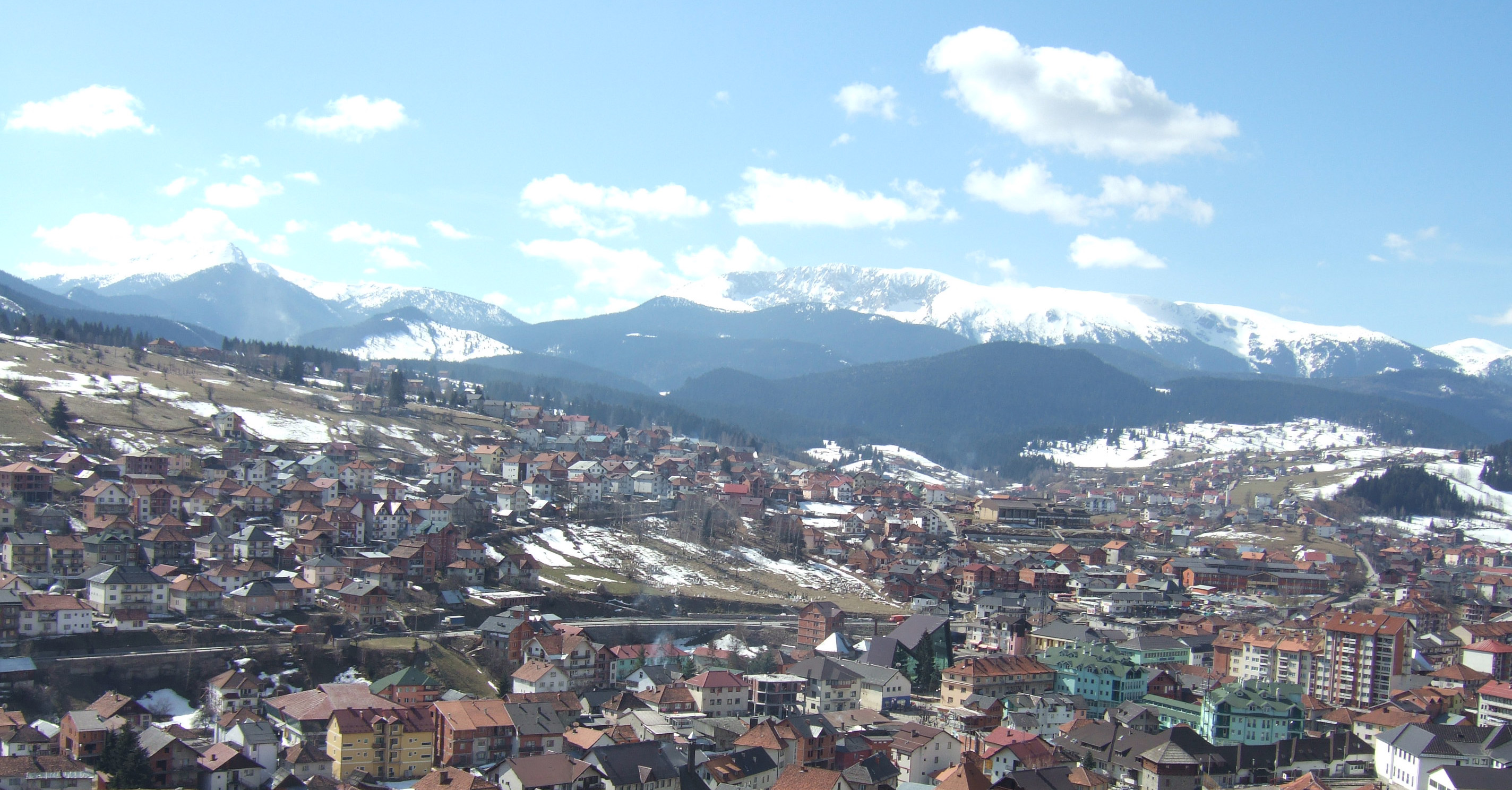
Rožaje

Die Großgemeinde Rožaje liegt vom Rest Montenegros durch eine bis zu 1755 Meter hohe Bergkette isoliert. Nach Süden ist Rožaje durch die Gebirge Hajla und Mokra Gora von Kosovo abgeschottet. Die Großgemeinde umfasst den obersten Teil des Ibar-Tals, weswegen Rožaje nur in östlicher Richtung zu Zentralserbien hin offen liegt. Allerdings ist Rožaje durch einen Tunnel und über Bergpässe mit dem Rest Montenegros verbunden. Die durch den Tunnel verlaufende Hauptstraße M-2 führt in die auf der anderen Seite der Bergkette gelegene Stadt Berane. In entgegengesetzter Richtung ist die Stadt durch diese Hauptstraße mit Mitrovica im Kosovo und über eine Abzweigung mit Novi Pazar verbunden. Eine weitere Straße führt über einen 1795 Meter hohen Pass nach Peja im Kosovo. Während des Osmanischen Reiches gehörte die Stadt zur historischen Region Sandschak von Novi Pazar.

## Bevölkerung

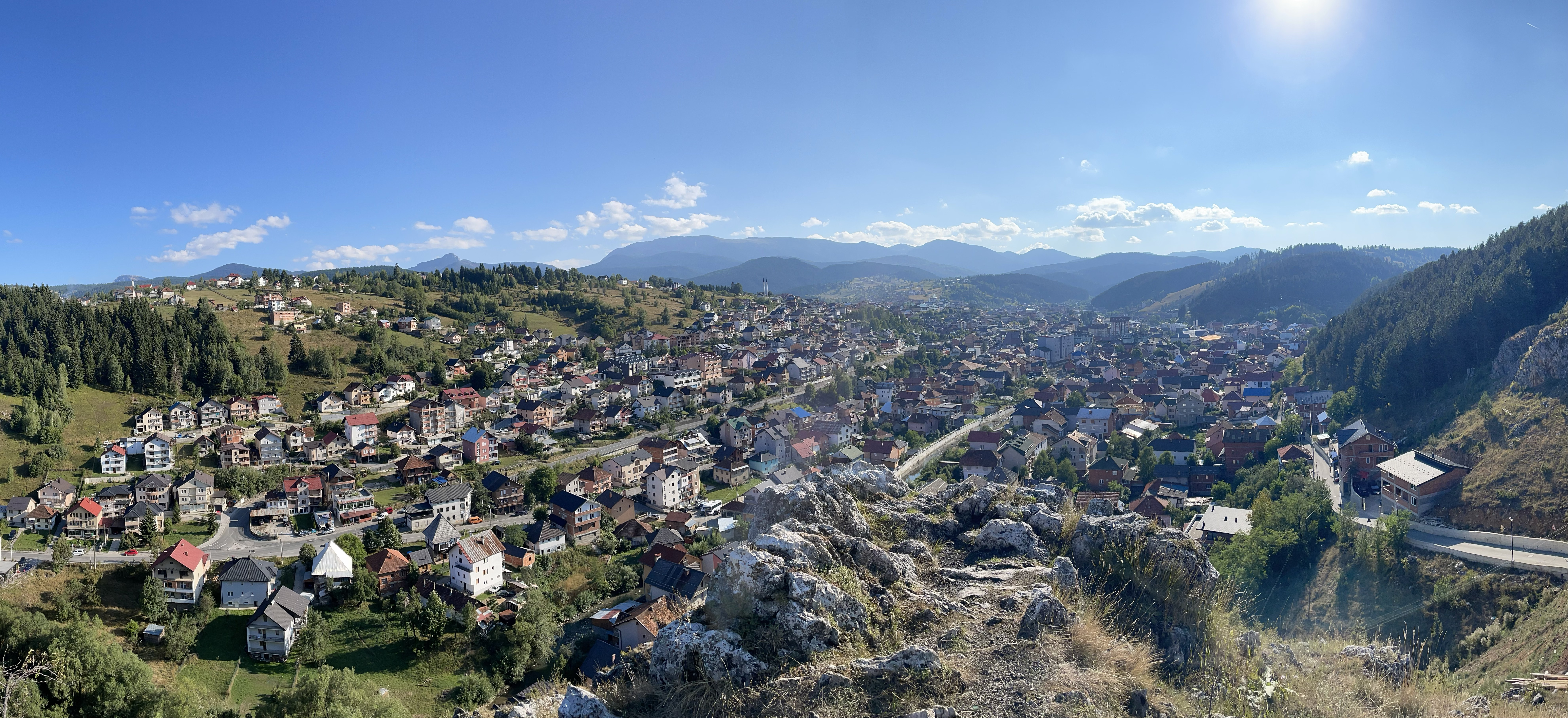
Panorama von Rožaje

Zur Volkszählung von 2011 hatte die Gemeinde Rožaje 22.964 Einwohner, von denen sich 19.269 (83,91 %) als Bosniaken, 1158 (5,04 %) als Albaner, 1044 (4,55 %) als ethnische Muslime, 822 (3,58 %) als Serben und 401 (1,75 %) als Montenegriner bezeichneten. Die Albaner von Rožaje sprechen den gegischen Dialekt des Albanischen.

## Wirtschaft
Die Gemeinde lebt hauptsächlich von der Holzindustrie und vom Einzelhandel.

## Sehenswürdigkeiten

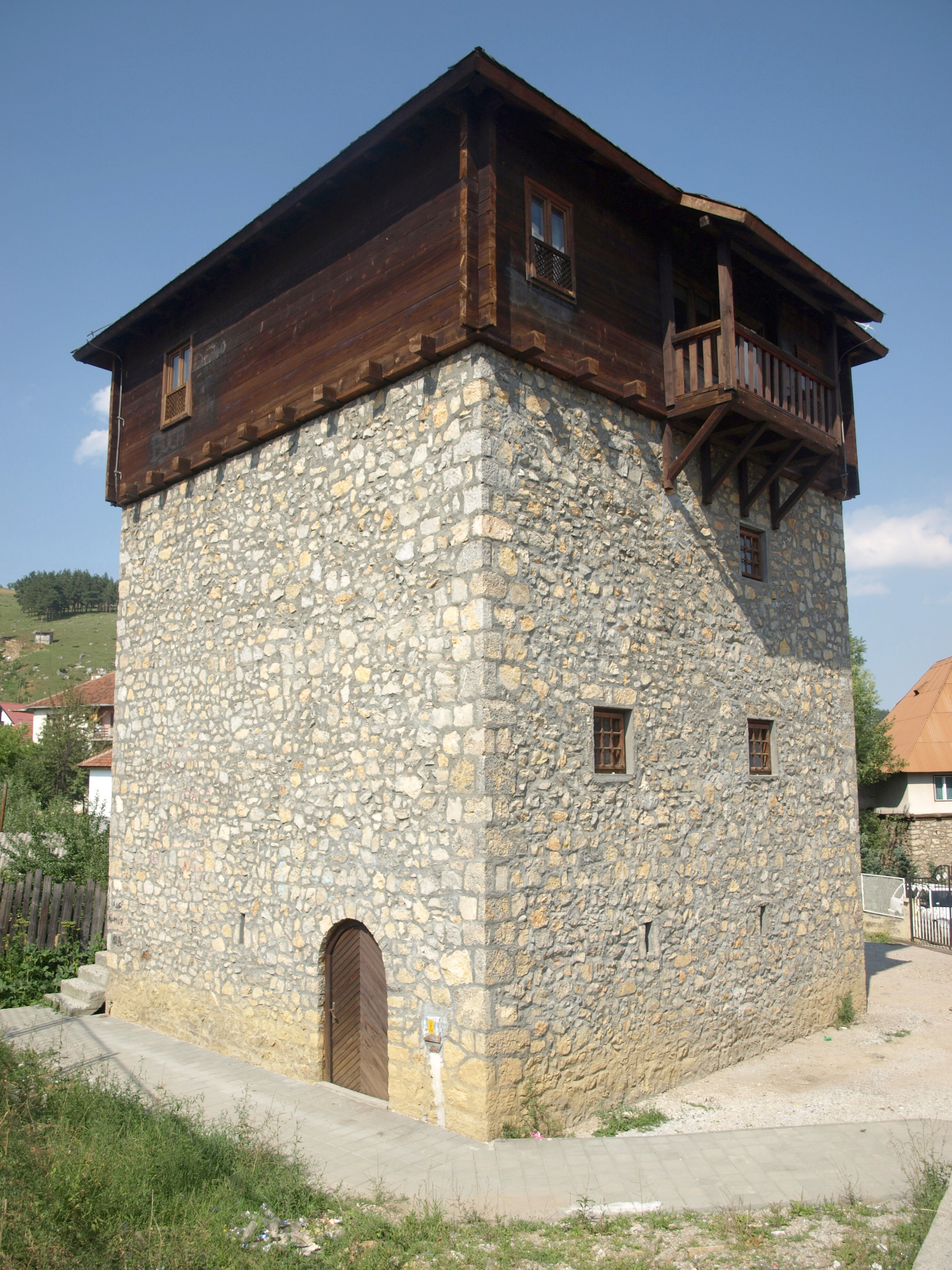
Ganića Kula

Die bedeutendste Sehenswürdigkeit ist die Ganića Kula (der Turm der Ganići), die Anfang des 19. Jahrhunderts erbaut wurde. Weitere Wahrzeichen sind die Kurtagić-Moschee (auf Befehl von Sultan Murat II. 1697 erbaut) und die Kučan-Moschee (erbaut 1830).

## Söhne und Töchter der Stadt
- Zaim Azemović (* 1935), Schriftsteller
- Ernes Erko Kalač (* 1964), Karateka, Integrationsbotschafter des Deutschen Olympischen Sportbundes
- Sejo Kalač (* 1964), Sänger
- Tarik Hadžić (* 1994), Skirennläufer